# Urząd Rantzau
Urząd Rantzau (niem. Amt Rantzau) – urząd w Niemczech w kraju związkowym Szlezwik-Holsztyn, w powiecie Pinneberg. Siedziba urzędu znajduje się w mieście Barmstedt.
W skład urzędu wchodzi dziesięć gmin:
1. Bevern
2. Bilsen
3. Bokholt-Hanredder
4. Bullenkuhlen
5. Ellerhoop
6. Groß Offenseth-Aspern
7. Heede
8. Hemdingen
9. Langeln
10. Lutzhorn